# Denis Suárez
Denis Suarez Fernández (n. 6 ianuarie 1994, Salceda de Caselas⁠(d), Galicia, Spania) este un fotbalist spaniol, ce joacă în poziția de mijlocaș ofensiv la Villarreal.

## Palmares

### Club
Sevilla
- UEFA Europa League: 2014–15

Barcelona
- La Liga: 2017–18
- Copa del Rey: 2016–17, 2017–18
- Supercopa de España: 2016

### Internațional
Spania
- Under-19 European Championship: 2012